# Ehime-præfekturet
Ehime-præfekturet (愛媛県 Ehime-ken) er et præfektur i Japan.
Præfekturet ligger på den nordvestlige del af øen Shikoku. Det har 1.321.580 (2021) indbyggere og et areal på 5.676 km2
. Hovedbyen er byen Matsuyama.